# Classe ATC A06
La classe ATC A06, dénommée « Laxatifs », est un sous-groupe thérapeutique de la classification anatomique, thérapeutique et chimique, développée par l'OMS pour classer les médicaments et autres produits médicaux. La classe ATC vétérinaire correspondante dans la classification ATCvet est QA06. Le sous-groupe présenté ici est celui établi par l'OMS, et peut donc différer des versions dérivées utilisées dans certains pays. Il fait partie du groupe anatomique A de la classification, intitulé « Système digestif et métabolisme ».

## A06ALaxatifs

### A06AAémollients
A06AA01 paraffine liquide
A06AA02 docusate de sodium
A06AA51 associations à base de paraffine liquide

### A06AB laxatifs de contact
A06AB01 Oxyphénisatine
A06AB02 Bisacodyl
A06AB03 Dantrone
A06AB04 Phénolphtaléine
A06AB05 Huile de ricin
A06AB06 glycosides du Senna
A06AB07 Cascara
A06AB08 picosulfate de sodium
A06AB09 Bisoxatine
A06AB20 Laxatifs de contact en association
A06AB30 Laxatifs de contact en association avec de la belladone alcaloïde
A06AB52 Bisacodyl, associations
A06AB53 Dantrone, associations
A06AB56 Senna glycosides, associations
A06AB57 Cascara, associations
A06AB58 picosulfate de sodium, associations

### A06AC Laxatifs de lest
A06AC01 Ispaghula (semences de Psylla)
A06AC02 Éthulose
A06AC03 Sterculia
A06AC05 Semence de lin
A06AC06 Méthylcellulose
A06AC07 Triticum (fibre)
A06AC08 Polycarbophil calcium
A06AC51 Ispaghul, associations
A06AC53 Sterculia, associations
A06AC55 Semence de lin, associations

### A06AD laxatifs osmotiques
A06AD01 carbonate de magnésium
A06AD02 oxyde de magnésium
A06AD03 peroxyde de magnésium
A06AD04 sulfate de magnésium
A06AD10 Sels minéraux en association
A06AD11 Lactulose
A06AD12 Lactitol
A06AD13 sulfate de sodium
A06AD14 Pentaérithrityl
A06AD15 Macrogol
A06AD16 Mannitol
A06AD17 phosphate trisodique
A06AD18 Sorbitol
A06AD19 citrate de magnésium
A06AD21 tartrate de sodium
A06AD61 Lactulose, associations
A06AD65 Macrogol, associations

### A06AG Lavements
A06AG01 phosphate trisodique
A06AG02 Bisacodyl
A06AG03 Dantrone, y compris les associations
A06AG04 Glycérol
A06AG06 Huile
A06AG07 Sorbitol
A06AG10 Docusate de sodium, y compris les associations
A06AG11 Sodium lauryl sulfoacetate, y compris les associations
A06AG20 associations

### A06AH Antagonistes de récepteurs opioïdes périphériques
A06AH01 Bromure de méthylnaltrexone
A06AH02 Alvimopan
A06AH03 Naloxégol
A06AH04 Naloxone

### A06AX Autres laxatifs
A06AX01 Glycérol
A06AX02 Médicaments producteurs de dioxyde de carbone
A06AX03 Lubiprostone
A06AX04 Linaclotide
A06AX05 Prucalopride
A06AX06 Tégasérod
A06AX07 Plécanatide